# Trentepohlia amphinipha
Trentepohlia amphinipha är en tvåvingeart som beskrevs av Alexander 1967. Trentepohlia amphinipha ingår i släktet Trentepohlia och familjen småharkrankar. Inga underarter finns listade i Catalogue of Life.